# Мефтахетдинова, Земфира Али кызы
Земфира Али кызы Мефтахетдинова (тат. Земфира Гали кызы Мифтахетдинова, азерб. Zemfira Əli qızı Meftahətdinova; род. 28 мая 1963, Баку) — советская и азербайджанская спортсменка-стрелок (стендовая стрельба), олимпийская чемпионка 2000 года, бронзовый призёр Олимпиады 2004 года, чемпионка мира 1995 и 2001 гг., чемпионка Европы 1986, 1987 и 1988 гг. в командном зачёте, серебряный призёр 1986 и 1988 гг, бронзовый — 1987 и 1990 лично, серебряный призёр чемпионата мира 1986 года в командном зачёте. Бронзовый призёр чемпионата СССР 1986 года. Является первым спортсменом независимого Азербайджана, завоевавшим олимпийское золото и первой женщиной, представляющей независимый Азербайджан, выигравшей олимпийскую медаль.

## Биография
Земфира Мефтахетдинова родилась 28 мая 1963 года, как и её родители, в Баку. По национальности — татарка. Ещё учась в школе № 225, расположенной на проспекте Нариманова, занималась спортивной гимнастикой. Переехав в 8-й микрорайон, где рядом с домом было расположено стрельбище, стала посещать его. Занятия стрельбой понравились Земфире и она стала заниматься этим видом спорта.
В 1984 году окончила Азербайджанский государственный институт физической культуры.
Выступала за клуб «Динамо» Баку.
Личным тренером являлся Хафиз Джафаров.
Полковник полиции. Председатель Спортивного общества МВД Азербайджана.
Вице-президент Национального олимпийского комитета Азербайджана.
Вице-президент Федерации стрельбы Азербайджана (с 15 декабря 2021).

## Карьера
В 1993 году стала чемпионкой Европы, в 1995 году — чемпионом мира. 

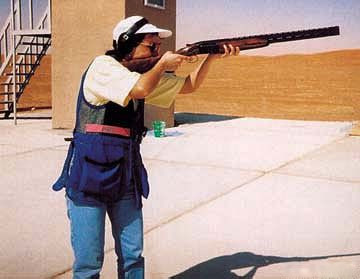
Земфира Мефтахетдинова на Олимпиаде 2000

На Олимпийских играх 2000 года в Сиднее завоевала первую золотую медаль для сборной Азербайджана по стендовой стрельбе с результатом 73+25.
На Олимпийских играх 2004 года в Афинах заняла третье место по стендовой стрельбе с результатом 71+22.
Участвовала на Олимпийских играх 2008 года в Пекине, где заняла 15-е место по стендовой стрельбе, поразив 63 мишени.
В 2017 году за заслуги в развитии физической культуры и спорта в Азербайджане удостоена почетного звания «Заслуженный деятель физической культуры и спорта Азербайджана».

## Личная жизнь
Земфира Мефтахетдинова замужем за азербайджанцем. Есть дочь Регина — сотрудник полиции и сын.

## Награды
В январе 1991 года удостоена почётного диплома Азербайджанской ССР
В марте 1995 года за высокие достижения на международных соревнованиях, а также за заслуги в развитии азербайджанского спорта награждена медалью «Терегги (Прогресс)».
В октябре 2000 года за высокие достижения на XXVII летних Олимпийских играх в Сиднее, а также за заслуги в развитии азербайджанского спорта Земфира Мефтахетдинова была награждена орденом «Шохрет (Славы)».
В октябре 2002 году Мефтахетдиновой была присвоена Специальная олимпийская стипендия Президента Азербайджанской Республики.
В сентябре 2004 года указом президента Азербайджана была награждена медалью «Терегги (Прогресс)».
В мае 2016 года награждена медалью «За спортивное мужество».
В мае 2023 года удостоена награды «Woman Sport» Международного олимпийского комитета.